# Mama Lover
Mama Lover — второй студийный и дебютный англоязычный альбом российской женской поп-группы Serebro. Альбом был выпущен в Европе на физических и цифровых носителях 19 июня 2012 года (на неделю раньше запланированной даты) лейблом Sony Music Entertainment. До выхода альбома солистки группы заявляли, что альбом предназначен для релиза в странах Европы и в России не выйдет, однако Максим Фадеев в Твиттере сообщил, что альбом выйдет в России, но релиз состоится позже мирового.

## Об альбоме
О том, что Serebro готовит новый студийный альбом, солистка группы Ольга Серябкина впервые рассказала журналистам в конце 2011 года. По её словам, работа уже идёт, что-то конкретное говорить пока рано, однако на нём точно не будет медленных лирических треков. После выхода альбома «ОпиумRoz» (2009) группой были выпущено несколько успешных песен-радиосинглов, англоязычные версии которых вошли в трек-лист альбома. Также присутствуют песни с альбома «ОпиумRoz»: «Song # 1», «Never Be Good», «Whats Your Problem», а также англоязычная версия песни «Опиум» — «Why». Все они представлены на альбоме в новых аранжировках. Также на альбоме присутствует дуэтная композиция «Sound Sleep», записанная с группой «Oma-Vega». Как пояснил Максим Фадеев, это группа, в которой он выступает вокалистом. Песня «Мама Люба» возглавляла чарт самых продаваемых цифровых треков в России, по информации компании 2М и Lenta.ru, 9 недель подряд занимала 1 место чарта по заявкам радиослушателей СНГ (Tophit Топ-100 по заявкам), вошла в официальные чарты Испании, Италии, Бельгии и Чехии.
Альбом попал в альбомные чарты Itunes разных стран. В Азербайджане Альбом достиг 20 позиции, в Эстонии — 83, в Намибии — 41. Также Альбом вошёл в Itunes-чарты Казахстана, России, Словакии, Италии, Испании, Японии и других стран.

### Оригинальные версии песен
Некоторые англоязычные песни с альбома имеют свои оригинальные русскоязычные версии:
Версия с альбома Mama Lover → оригинальная версия
- Angel Kiss → Давай держаться за руки
- Like Mary Warner → Сладко
- Mama Lover → Мама Люба
- Why → Опиум
- Sexing You → Не время
- Gun → Мальчик

## Продвижение и релиз
Песня, давшая название альбому — «Mama Lover», была презентована на фестивале танцевальной музыки Europa Plus Live 30 июля 2011 года, премьера русскоязычной версии «Мама Люба» состоялась на портале Tophit 12 сентября 2011 года. Клип на эту песню стал хитом видеохостинга YouTube. За 4 дня он набрал более 280 тысяч просмотров, менее чем за 10 дней отметка просмотров перевалила за миллион. В начале 2012 года группа отправилась в промотур по странам Европы в поддержку сингла «Mama Lover» и предстоящего альбома — девушки посетили Германию, Италию, Францию, Испанию и Польшу, где участвовали в телешоу, радиопередачах, давали интервью местным изданиям и принимали участие в фотосессиях. В интервью французскому телеканалу MCE TV (фран.) 24 мая девушки сообщили, что альбом выйдет в июне. 7 июня 2012 года семплер альбома начал распространяться в свободном доступе в интернете. Изначально планировалось, что релиз альбома состоится 26 июня 2012 года, однако в Италии он вышел 19 июня, по инициативе Sony Music Entertainment. 26 июня состоялся общемировой релиз альбома. В Юго-Восточной Азии и Великобритании альбом вышел на CD 10 июля 2012 года. 21 июня группа отправилась в Рим, где в торговом центре Saturn состоялась встреча с поклонниками и автограф-сессия, посвящённые релизу альбома в Италии. В тот же день состоялось эксклюзивное выступление группы на открытии римской Gay Village, посетителям шоу девушки подарили презервативы собственного дизайна, с надписью «Serebro», эмблемой группы (стилизованное изображение чёрной кошки) и двумя символами планеты Марс (обозначающие мужской пол), указывающие на красный символ сердца. 4 июля Serebro выставили на интернет-аукцион molotok.ru экземпляр альбома Mama Lover с автографами и пожеланиями солисток группы, который они лично передали лидеру торгов. Средства от продажи были перечислены на лечение Лизы Кунигель, 9-летней девочки с редким генетическим заболеванием. В начале сентября на странице группы в Facebook была объявлена дата релиза российской версии альбома — 11 октября 2012 года. Альбом получил статус платинового в Европе, тираж в России составил 300 000 копий (альбом сертифицирован как дважды платиновый в этой стране), также альбом стал платиновым в Японии, 250 000 копий.

## Реакция критики
Борис Барабанов в рецензии на альбом в газете «Коммерсантъ» сравнил успех группы Serebro за рубежом с успехами дуэта «Тату» десятилетней давности, однако назвал сам проект «довольно ординарным», а альбом в целом описал как «стандартный европоп». Заглавная песня была названа Барабановым «несомненным „паровозом“ диска», также он отметил композицию «Sound Sleep».

## Список композиций
| №   | Название                       | Автор(ы)       | Длительность |
| --- | ------------------------------ | -------------- | ------------ |
| 1.  | «Paradise»                     |                | 4:22         |
| 2.  | «Like Mary Warner»             |                | 3:45         |
| 3.  | «Song #1»                      | Даниил Бабичев | 3:20         |
| 4.  | «Angel Kiss»                   |                | 4:15         |
| 5.  | «Mama Lover»                   |                | 4:04         |
| 6.  | «Why»                          |                | 3:40         |
| 7.  | «Gun»                          |                | 4:09         |
| 8.  | «Bastard»                      |                | 3:53         |
| 9.  | «Never Be Good»                |                | 3:12         |
| 10. | «Sexing You»                   |                | 3:54         |
| 11. | «Whats Your Problem»           |                | 3:19         |
| 12. | «Мама Люба»                    |                | 4:04         |
| 13. | «Mama Lover (Karaoke Version)» |                | 4:04         |
| 14. | «Sound Sleep (feat. Oma-Vega)» |                | 5:09         |
| 15. | «Angel Kiss (Dubstep Remix)»   |                | 3:49         |

- Примечания: «Mama Lover (Karaoke Version)» отсутствует в итальянской iTunes-версии альбома.

В российской версии альбома также присутствует трек «Мальчик» в качестве бонус-трека.
В японском «SEREBRATION!» песня «Mama Lover» идёт первом треком; присутствует два ремикса: «Mama Lover (Gary Caos Dub Mix)» и «Gun (Time Takers Remix)».

## Участники записи
- Елена Темникова — основной вокал
- Ольга Серябкина — вокал, бек-вокал
- Анастасия Карпова — вокал, бек-вокал

## Награды и номинации
| Год  | Награда             | Номинированная работа | Категория                | Результат |
| ---- | ------------------- | --------------------- | ------------------------ | --------- |
| 2011 | «Песня года»        | «Мама Люба»           | Лауреаты фестиваля       | Победа    |
| 2012 | «Премия Муз-ТВ»     | «Мама Люба»           | Лучшая песня             | Номинация |
| 2012 | «Премия Муз-ТВ»     | «Мама Люба»           | Лучшее видео             | Номинация |
| 2012 | «Премия RU.TV 2012» | «Мама Люба»           | Лучший танцевальный трек | Победа    |
| 2012 | «Премия RU.TV 2012» | «Мама Люба»           | Лучший рингтон           | Номинация |
| 2012 | «Премия RU.TV 2012» | «Мама Люба»           | Креатив года             | Номинация |

## История релиза
| Регион            | Дата                 | Формат                   |
| ----------------- | -------------------- | ------------------------ |
| Италия            | 19 июня 2012 года    | CD, цифровая дистрибуция |
| США               | 26 июня 2012 года    | цифровая дистрибуция     |
| Германия          | 26 июня 2012 года    | CD, цифровая дистрибуция |
| Испания           | 26 июня 2012 года    | CD, цифровая дистрибуция |
| Канада            | 26 июня 2012 года    | CD, цифровая дистрибуция |
| Франция           | 26 июня 2012 года    | CD, цифровая дистрибуция |
| Норвегия          | 26 июня 2012 года    | цифровая дистрибуция     |
| Мексика           | 26 июня 2012 года    | CD, цифровая дистрибуция |
| Румыния           | 26 июня 2012 года    | цифровая дистрибуция     |
| Великобритания    | 10 июля 2012 года    | CD, цифровая дистрибуция |
| Япония            | 10 июля 2012 года    | CD, цифровая дистрибуция |
| Латинская Америка | 12 июля 2012 года    | цифровая дистрибуция     |
| Россия            | 11 октября 2012 года | CD, цифровая дистрибуция |